# Shigeri Yamataka
Shigeri Yamataka (japanska: 山高しげり), född 1899 i Tsu, Mie prefektur, död 1977, var en japansk journalist.
Yamataka var aktiv inom kvinnorörelsen i Japan och var en av grundarna av League of Women's Rights. Hon var på 1950-talet ledare för Chifuren, en medborgarrättsrörelse för kvinnor, och tillhörde överhuset i Japans parlament 1965–1971.